# Deutsche Schwimmmeisterschaften 1994
Die 106. Deutschen Meisterschaften im Schwimmen fanden vom 7. bis 10. Juli 1994 im Stadionbad in Hannover statt.
| Disziplin           | Männer              | Männer             | Männer | Frauen                | Frauen              | Frauen |
| Disziplin           | Name                | Verein             | Zeit   | Name                  | Verein              | Zeit   |
| ------------------- | ------------------- | ------------------ | ------ | --------------------- | ------------------- | ------ |
| 50 m Freistil       | Torsten Spanneberg  | SV Halle           |        | Franziska van Almsick | SC Berlin           |        |
| 100 m Freistil      | Christian Tröger    | Würzburg           |        | Franziska van Almsick | SC Berlin           |        |
| 200 m Freistil      | Steffen Zesner      | SC Berlin          |        | Franziska van Almsick | SC Berlin           |        |
| 400 m Freistil      | Steffen Zesner      | SC Berlin          |        | Dagmar Hase           | SC Magdeburg        |        |
| 1500 m Freistil     | Steffen Zesner      | SC Berlin          |        |                       |                     |        |
| 100 m Brust         | Jens Kruppa         | Bonn               |        | Jana Dörries          | OSC Potsdam         |        |
| 200 m Brust         | Hans-Joachim Lagier | Würzburg 05        |        | Jana Dörries          | OSC Potsdam         |        |
| 100 m Rücken        | Tino Weber          | SV Halle           |        | Sandra Völker         | SG Hamburg          |        |
| 200 m Rücken        | Tino Weber          | SV Halle           |        | Anke Scholz           | SG Coubertin Berlin |        |
| 100 m Schmetterling | Christian Keller    | SG Essen           |        | Bettina Ustrowski     | Bochum-Wattenscheid |        |
| 200 m Schmetterling | Chris-Carol Bremer  | SSG Nord Calenberg |        | Katrin Jäke           | SC DHfK Leipzig     |        |
| 200 m Lagen         | Christian Keller    | SG Essen           |        | Daniela Hunger        | Preussen Berlin     |        |
| 400 m Lagen         | Robert Seibt        | Berlin             |        | Sabine Herbst         | Magdeburg           |        |